# 58579 Еренберг
58579 Еренберг (58579 Ehrenberg) — астероїд головного поясу, відкритий 24 вересня 1997 року.
Тіссеранів параметр щодо Юпітера — 3,633.
Названий на честь чеської оперної співачки-сопрано Елеонори Еренберг (1832–1912), яка була першою виконавицею ролі Маренки в опері Сметани «Продана наречена».